# Portret Heleny Chmielarczykowej
Portret Heleny Chmielarczykowej – obraz olejny polskiej malarki Olgi Boznańskiej z 1909 roku, znajdujący się w Galerii sztuki polskiej 1800-1945 Muzeum Śląskiego w Katowicach.
Boznańska sportretowała żonę krakowskiego adwokata Władysława Chmielarczyka. W 1906 namalowała portrety Władysława i dwóch córek Chmielarczyków: Heleny i Władysławy. Jest to portret siedzącej kobiety, ubranej w ciemną suknię. Helena z Kwiatkowskich Chmielarczykowa ma założone ręce, spogląda na postronnego obserwującego. Portret powstał w 1909 roku. Obraz ma wymiary 110 × 80 cm. Jest sygnowany w lewym górnym rogu: Olga Boznańska 1909. Dla Muzeum Śląskiego zakupiono go od osoby prywatnej w Krakowie w 1938 roku. Muzealny numer inwentarzowy: MŚK/SzM/360.